# Acuerdo Churchill-Stalin sobre los Balcanes
El acuerdo Churchill-Stalin sobre los Balcanes o acuerdo de porcentajes fue un pacto entre el primer ministro británico, Winston Churchill, y el mandatario soviético, Iósif Stalin, que dividió en áreas de influencia de las potencias la región de los Balcanes a finales de 1944.
El avance de los ejércitos soviéticos hacia Europa oriental en 1944 convenció a Churchill de la necesidad de alcanzar un acuerdo con Stalin sobre el futuro de la región. Buscaba asegurar el poder británico en el Mediterráneo. A mediados de julio y ante las reticencias estadounidenses, los soviéticos indicaron a los británicos que deseaban seguir estudiando la cuestión, lo que suponía en la práctica anular el acuerdo preliminar de mayo. Este otorgaba el control de los asuntos rumanos principalmente a la URSS mientras los griegos quedaban en manos británicas.
En octubre los soviéticos ya habían ocupado Rumanía y Bulgaria y alcanzado Yugoslavia, Hungría y Grecia. Entre el 9 y el 11 de octubre, en una serie de reuniones, primero de Stalin y Churchill y luego de sus ministros de Asuntos Exteriores, se perfiló un vago reparto de influencias en la región. Aunque en efecto los porcentajes exactos no tuvieron un papel importante, el acuerdo en sí sí que sirvió para disipar la tensión entre británicos y soviéticos, palpable el mes anterior. Los británicos fueron los primeros en convertir el acuerdo en un pacto de control político de la región, con su ataque a la guerrilla bajo control comunista en Grecia, ELAS, en octubre de 1944. Los soviéticos, según su entendimiento del acuerdo, no socorrieron a la guerrilla griega ni la apoyaron mediante propaganda. En enero de 1945, los soviéticos permitieron a los comunistas rumanos romper la coalición de gobierno y tomar el poder en marzo. Churchill aceptó la acción soviética como una consecuencia del pacto.
Este fue uno de los diversos acuerdos entre las grandes potencias que condujeron paulatinamente al enfrentamiento entre ellas en la posguerra.

## Antecedentes

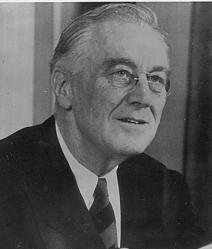
El presidente estadounidense Franklin D. Roosevelt, que se opuso originalmente a la propuesta de áreas de control de Churchill, temiendo que se convirtiesen en zonas de influencia permanentes de las potencias, aceptándola con reservas más adelante.

El avance de los ejércitos soviéticos hacia Europa oriental en 1944 convenció a Churchill de la necesidad de alcanzar un acuerdo con Stalin sobre el futuro de la región. Churchill buscaba recuperar la influencia británica en la zona —especialmente en Grecia— para asegurar el poder británico en el Mediterráneo.
En mayo Churchill sopesaba la posibilidad de resistir la conversión al comunismo de la zona, con respaldo estadounidense. El 5 de mayo, el ministro de Asuntos Exteriores británico, Anthony Eden, propuso al embajador soviético considerar los asuntos rumanos como principalmente concernientes a la URSS mientras los griegos quedasen en manos británicas. Yugoslavia no se mencionó en esta primera propuesta de acuerdo. El 18 del mismo mes, el embajador soviético comunicó la aquiescencia de su Gobierno a la división, siempre que contase con la aprobación de los EE. UU.
El día 31, tras haber rechazado los estadounidenses la propuesta, Churchill trató de lograr el apoyo directo del presidente Franklin D. Roosevelt, negando que se tratase de definir zonas de influencia y limitando el acuerdo a la duración de la guerra. El 8 de junio, Churchill propuso asignar Bulgaria a los soviéticos e integrar Yugoslavia en la zona británica. Los americanos siguieron mostrando su oposición a la propuesta. Roosevelt finalmente cedió el 12 de junio, pero con la condición de que el acuerdo no supusiese la creación de zonas de influencia de las potencias tras la guerra. El consentimiento del presidente no había sido consensuado con el Departamento de Estado, ni con el secretario de Estado, Cordell Hull. El acuerdo, temporal, debía revisarse a los tres meses por las tres potencias.
Los británicos se apresuraron a comunicar la aceptación americana del periodo de prueba de tres meses, sugerido por Churchill a Roosevelt para lograr su beneplácito. Sin embargo, los soviéticos, habiendo recibido noticia de los recelos estadounidenses, consultaron directamente con estos su postura sobre el acuerdo el 1 de julio. El 15 de julio, Stalin indicó a Churchill su deseo de conocer la postura estadounidense antes de aceptar la propuesta británica por el periodo sugerido. El mismo día, los estadounidenses comunicaron su consentimiento a los soviéticos, indicando al tiempo su temor sobre una posible división de la zona en áreas de influencia de cada potencia. En aquel momento, fue imposible lograr un acuerdo sobre las zonas de responsabilidad de cada potencia aliada en la región, pero el pacto se alcanzó más tarde, en octubre, durante la visita de Churchill a Moscú. El acuerdo final fue más desfavorable a los Aliados occidentales, pero la propuesta original no fue rechazada por Stalin para mejorar su posición negociadora, sino para tratar de evitar la oposición estadounidense. A mediados de julio y ante las declaraciones estadounidenses, los soviéticos indicaron a los británicos que deseaban seguir estudiando la cuestión, lo que suponía en la práctica anular el acuerdo de mayo.
Durante el periodo intermedio, los soviéticos habían ocupado Rumanía (finales de agosto) e impuesto un armisticio con el beneplácito de sus aliados. A comienzos de septiembre, alcanzaron la frontera búlgara, declararon la guerra a este país y entraron en Sofía el 15 de septiembre, donde días antes se había formado un Gobierno del Frente de la Patria, controlado por los comunistas búlgaros. La entrada soviética en Bulgaria, que mantenía tropas de ocupación en Tracia, preocupó a los británicos por sus posibles repercusiones en Grecia. Tras desechar un acuerdo que hubiese otorgado el control de Bulgaria a Moscú a cambio de reservarse para sí el de Grecia, los británicos avisaron a los soviéticos el 21 de septiembre de su intención de enviar tropas a Grecia, con el objetivo tácito de evitar la entrada de las unidades soviéticas en Grecia. En octubre, las unidades soviéticas habían alcanzado también Yugoslavia y Hungría.

## Acuerdo de octubre
Tras la segunda Conferencia de Quebec entre Roosevelt y Churchill, este partió a Moscú en octubre junto con el ministro de Asuntos Exteriores, Eden, para aclarar la situación del este de Europa con Stalin. El periodo de prueba para la división de responsabilidades en los Balcanes había pasado sin haberse puesto en práctica. El 4 de octubre, Roosevelt indicó que cualquier acuerdo sobre la zona debía contar con el beneplácito de las tres potencias, a pesar de que la campaña electoral a la presidencia le impedía acudir a la reunión aliada en Moscú. Esta exigencia estadounidense de voz sobre las cuestiones de Europa suroccidental —y de cualquier cuestión política o militar en cualquier región del mundo, según el presidente— no se correspondía a la autoridad otorgada a la URSS en Europa occidental. Para el presidente, la visita británica a Moscú debía servir simplemente como un preludio a una posterior conferencia a tres bandas entre los tres mandatarios, que debía celebrarse una vez que pasasen las elecciones en su país. En su respuesta a Roosevelt, Stalin indicó su sorpresa por la visita británica una vez que la carta del presidente estadounidense había dejado claro que Churchill no representaba también a Washington:

Estoy algo incómodo por su mensaje del 5 de octubre. Había supuesto que Churchill venía a Moscú según el acuerdo alcanzado con usted en Quebec. Sin embargo, parece que esta suposición mía no se corresponde con la realidad. No sé por qué asuntos acuden a Moscú los señores Churchill y Eden.

Los británicos llegaron a la capital soviética el 9 de octubre, donde permanecieron hasta al 17. Durante su visita, trataron la situación de Polonia, el posible ataque soviético a Japón y, durante los tres primeros días, la situación en el sureste europeo.
En la primera reunión informal con Stalin la noche del día 9 —en la que el representante estadounidense, el embajador Averell Harriman no estuvo presente—, Churchill comenzó proponiendo la división de los Balcanes en zonas:

Aclaremos nuestros asuntos sobre los Balcanes. Sus ejércitos están en Rumanía y Bulgaria. Nosotros tenemos allí intereses, misiones y agentes. No nos estorbemos. En lo que afecta a Gran Bretaña y Rusia, ¿cómo vería tener un predominio del noventa por ciento en Rumanía y que nosotros tuviésemos el noventa por ciento del poder de decisión en Grecia y compartir Yugoslavia al cincuenta por ciento?

Churchill garabateó la propuesta —que no había consensuado con su Ministerio de Asuntos Exteriores— en un papel, en el que Stalin marcó su conformidad —los historiadores soviéticos negaron más tarde que Stalin aceptase la propuesta—. Churchill dejó claro que el acuerdo concernía únicamente el periodo bélico. Sin embargo, propuso destruir el papel que contenía el acuerdo, a lo que Stalin se negó, indicándole que lo conservase. Según el informe confidencial británico sobre la reunión —desclasificado en 1972—, sin embargo, el encuentro fue algo diferente de la descripción anterior, incluida por Churchill en el tomo sexto de su historia de la Segunda Guerra Mundial. El primer ministro británico expresó su aprecio por el armisticio que los soviéticos habían impuesto a Rumanía y su deseo de tener una posición de dominio en Grecia, que Stalin se mostró dispuesto a aceptar dada la importancia del control del Mediterráneo para los británicos. Al ver que Stalin aceptaba la propuesta en los Balcanes, sugirió que los soviéticos aceptasen la recuperación de los territorios imperiales en Asia —a la que los estadounidenses se oponían, especialmente en China—, a cambio de admitir la expansión territorial soviética. Según los documentos británicos, los dos mandatarios no consiguieron alcanzar un acuerdo sobre Bulgaria y se mostraron interesados en Hungría y Yugoslavia. Stalin solo tomó la iniciativa para mencionar Turquía y el acceso a los estrechos del mar Negro, a los que Churchill accedió a dar paso a los soviéticos. La coincidencia de Stalin y Churchill fue casi total, salvo en lo referido a Bulgaria. El acuerdo no fue explícito, sino tácito, no dependía del beneplácito estadounidense y, al contrario de lo que luego afirmó Churchill, no era limitado al periodo bélico, sino permanente. Las dos partes se comprometían a tratar de evitar el estallido de guerras civiles entre sus partidarios en los Balcanes. Deseando evitar la toma del poder de los comunistas en el norte de Italia, aún bajo ocupación alemana, el primer ministro británico solicitó a Stalin que frenase a aquellos. Stalin expresó la autonomía de los italianos, pero confió en que la moderación de sus dirigentes sirviese para satisfacer los objetivos de Churchill. Ante la imposibilidad de llegar a un acuerdo sobre Bulgaria, se decidió que los ministros de Asuntos Exteriores se reuniesen para resolver el asunto.

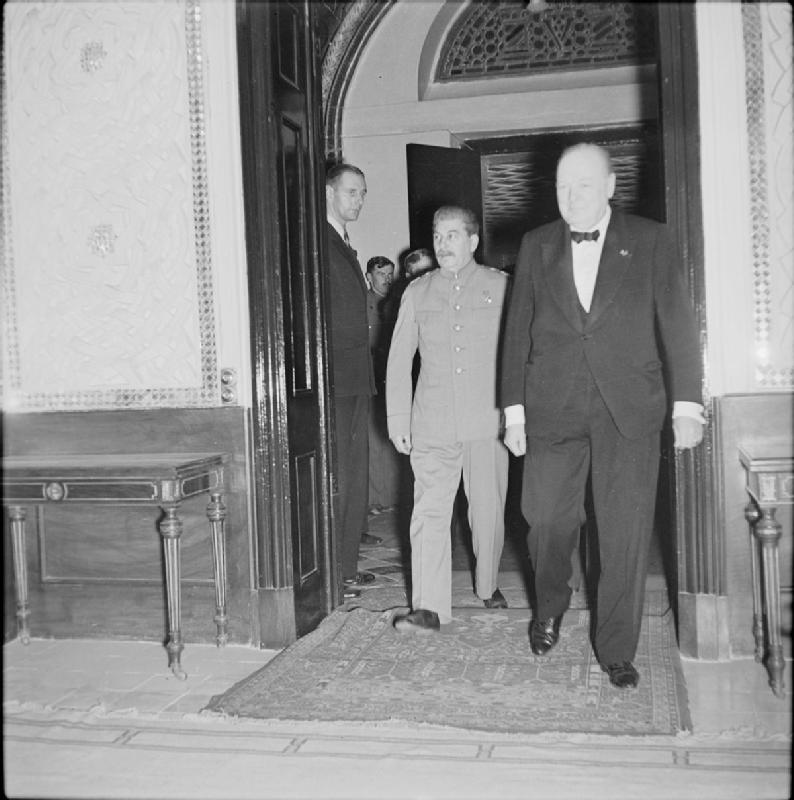
Stalin y Churchill en Teherán a finales de noviembre de 1943. Churchill trató de frenar el avance político del segundo en los Balcanes en 1944 a través del acuerdo sobre zonas de control, a pesar del recelo estadounidense.

En efecto, el 10 de octubre, Molotov y Eden se reunieron para perfilar el acuerdo alcanzado. Durante la reunión, los soviéticos rechazaron la división anterior de Hungría y propusieron una preponderancia del 75 % para la URSS. Después de lograr que los soviéticos intentasen mejorar la situación de los representantes británicos en Bulgaria, estos aceptaron que el armisticio búlgaro se redactase en Moscú, pero siempre que tuviesen participación. Británicos y estadounidenses rechazaron que los soviéticos ejerciesen la autoridad de los Aliados en Bulgaria, como habían hecho antes en Rumanía y Finlandia. Durante el resto del conflicto, los soviéticos tendrían preponderancia pero, una vez acabados los combates, una comisión de control colegiada pasaría a controlar la aplicación del armisticio. Estadounidenses y británicos estaban solicitando un poder mayor del que habían disfrutado en Rumanía y Finlandia o del que los soviéticos habían logrado en Italia el año anterior. Ante la falta de acuerdo sobre Bulgaria —donde los soviéticos exigían al menos un 90 % de poder y los otros dos países no concedían más de un tercio a Moscú—, Molotov propuso una repartición nueva, de un 75 % de influencia para la URSS en Yugoslavia, Hungría y Bulgaria, que Eden rechazó. Al día siguiente, Eden se mostró dispuesto a aceptar una nueva propuesta soviética, que otorgaba un 20 % de peso a Gran Bretaña en Bulgaria —Molotov mencionó también Hungría—, con una comisión de control dirigida principalmente y presidida por los soviéticos, pero con participación de las otras dos potencias. Así, el acuerdo mantuvo los porcentajes para Rumanía, Grecia y Yugoslavia pactados por Churchill y Stalin, pero modificó en beneficio soviético los de Hungría y Bulgaria. Los británicos habían logrado, además, la promesa de Molotov de que las tropas búlgaras se retirarían de Grecia y Yugoslavia.
Pocos días después, Churchill explicaba a Roosevelt que el acuerdo no obligaba a los Estados Unidos, que debía ser simplemente una guía de actuación en la región y que debía servir para evitar los enfrentamientos civiles en la zona entre las diversas facciones. El acuerdo informal, sin embargo, preveía la utilización de la fuerza de los soviéticos en Rumanía y de los británicos en Grecia para «mantener el orden» sin la intervención de la otra potencia, según el secretario de Estado estadounidense James F. Byrnes. En la práctica, el acuerdo extendió el pacto provisional de mayo, aprobado en junio por los estadounidenses. Ni soviéticos ni británicos informaron exactamente a Washington de los detalles del acuerdo, pero tampoco este se preocupó por consultar con sus aliados. El acuerdo tampoco aclaraba a qué correspondían exactamente los porcentajes, si al de la composición de las comisiones de control aliadas para cada país, a la importancia de las funciones otorgadas a cada potencia, al control económico, etc. Según la explicación de Churchill del 12 de octubre, los porcentajes eran simplemente una manera simple de reflejar el interés de británicos y soviéticos en los distintos países balcánicos. Aunque en efecto los porcentajes exactos no tuvieron un papel importante, el acuerdo en sí sí que sirvió para disipar la tensión entre británicos y soviéticos, palpable el mes anterior.

## Consecuencias
El acuerdo fue un preludio de la división europea en zonas de influencia de las principales potencias durante la guerra fría.
Tito en Yugoslavia se mostró molesto por no haber sido consultado sobre el acuerdo, pero satisfecho de no depender únicamente de una de las grandes potencias para los asuntos yugoslavos. Según el representante estadounidense en Londres, el objetivo de los británicos era lograr la cooperación soviética para unir las distintas facciones yugoslavas. Churchill perseguía el mantenimiento de una cierta influencia británica en la región, a la que Stalin se mostró al comienzo comprensivo. Londres esperaba que el mantenimiento de una posición común en Yugoslavia permitiese que limitase el poder de Tito y permitiese formar un consejo de regencia hasta el regreso del monarca yugoslavo del exilio.
En la carta de Churchill a Roosevelt sobre la conferencia de Moscú del 18 de octubre, el primer ministro se mostraba confiado de que, junto con las acciones militares recientes —los británicos habían desembarcado en Grecia el día 4 y alcanzado Atenas el 11—, el pacto permitiría «salvar Grecia».
Los soviéticos entendieron el acuerdo como una concesión de británicos y norteamericanos en los Balcanes, de manera similar a como estos estaban llevando los asuntos italianos, sin participación significativa de los soviéticos. Los armisticios firmados con Rumanía —el 12 de septiembre de 1944—, con Bulgaria —el 28 de octubre— y con Hungría —el 20 de enero de 1945—, reflejaron la expansión del poderío soviético en la región y contaron con unas comisiones de control aliadas presididas por representantes de la URSS, si bien sus términos se acordaron entre británicos y soviéticos con ciertas aportaciones de los estadounidenses.
Los británicos fueron los primeros en convertir el acuerdo, teóricamente militar y circunscrito a la guerra mundial, en un pacto de control político de la región, con su ataque a la guerrilla —acusada de trotskista por Churchill— bajo control comunista en Grecia, ELAS, en octubre de 1944. Los soviéticos, según su entendimiento del acuerdo, no socorrieron a la guerrilla griega ni la apoyaron mediante propaganda. Los informes del Foreign Office confirmaban la neutralidad soviética en el enfrentamiento entre los británicos y los comunistas griegos. Mientras, británicos y estadounidenses también utilizaban su control sobre Italia para fines políticos.
En Bulgaria y Rumanía, la influencia británica era escasa, no debido al acuerdo de octubre, sino a la situación en estos países, previa al pacto. En enero de 1945, los soviéticos permitieron a los comunistas rumanos romper la coalición de gobierno y tomar el poder en marzo, a través de otra coalición controlada por el partido. Stalin entendía que los británicos habían indicado su consentimiento en el acuerdo de octubre. Churchill efectivamente aceptó la acción soviética como una consecuencia del pacto.
Stalin se refirió en la Conferencia de Yalta al acuerdo con los británicos para defender su intervención en Rumanía, a pesar de que las conclusiones de la conferencia, que los soviéticos aceptaron, eran contrarias a aquella. La conferencia, sin embargo, no trató las contradicciones entre los acuerdos de la misma y el anterior pacto Churchill-Stalin. Los porcentajes acordados en octubre del año anterior no se mencionaron en esta conferencia ni en las posteriores celebradas por las tres potencias.
El pacto fue uno de los diversos acuerdos entre las grandes potencias que condujeron paulatinamente al enfrentamiento entre ellas. La Unión Soviética necesitaba Gobiernos favorables en los países limítrofes, lo que en la práctica descartaba los elegidos democráticamente, mientras que los Aliados occidentales deseaban a la vez mantener las buenas relaciones con la URSS, lograr la creación de Gobiernos democráticos pero no hostiles a los soviéticos como en el anterior periodo de entreguerras y no involucrarse en demasía en la zona, objetivos que resultaban incompatibles. Los estadounidenses, opuestos a diferencia de sus dos aliados al establecimiento de zonas de influencia de las potencias y a repartos territoriales que podían recordar a Versalles, aceptaron, sin embargo, las exigencias de seguridad soviéticas, que consideraban generalmente justas. Esperaban que el control soviético de los países vecinos permitiese una cierta autonomía a estos y la nueva situación se asemejase a la que los Estados Unidos mantenían en América con su «política de buena vecindad». Se mostraron menos solícitos con las fuerzas monárquicas y conservadoras que los británicos y rechazaron asegurar la restauración de estas por la fuerza, al contrario que Londres. Finalmente se acabaron por establecer las esferas de influencia de las distintas potencias basadas en la ocupación militar de los distintos países.